# François Hesnault
Paul François Jean-Pierre Hesnault (* 30. Dezember 1956 in Neuilly-sur-Seine) ist ein ehemaliger französischer Rennfahrer. Er bestritt 19 Formel-1-Rennen, konnte jedoch keine Meisterschaftspunkte erzielen.

## Karriere
Hesnaults Karriere im professionellen Motorsport begann in der Französischen Formel-3-Meisterschaft, wo er 1982 den dritten und 1983 den zweiten Platz in der Gesamtwertung belegte.
Nach diesen Erfolgen gelang ihm 1984 der Einstieg in die Formel 1 beim französischen Rennstall Ligier, wo er jedoch von seinem Teamkollegen Andrea de Cesaris deutlich übertroffen wurde. Trotz dieser mäßigen Leistungen gelang es ihm im darauffolgenden Jahr, einen Fahrerplatz im britischen Brabham-Team neben Weltmeister Nelson Piquet zu erhalten. Nach enttäuschenden Leistungen wurde er bereits nach vier Rennen durch Marc Surer ersetzt. Seinen letzten Weltmeisterschaftslauf bestritt Hesnault im selben Jahr beim Großen Preis von Deutschland auf dem Nürburgring für Renault, wo er als erster Fahrer in einem Formel-1-Rennen mit einer Onboard-Kamera fuhr, nachdem 1962 ein entsprechender Versuch beim Training an gleicher Stelle einen Unfall verursacht hatte. Es war zugleich das letzte Mal, dass ein Rennstall mit drei Fahrern an den Start ging. Nach diesem Rennen erlitt Hesnault einen schweren Unfall, woraufhin er sich vom aktiven Rennsport zurückzog.

## Statistik

### Le-Mans-Ergebnisse
| Jahr | Team                              | Fahrzeug      | Teamkollege     | Teamkollege   | Platzierung     | Ausfallgrund |
| ---- | --------------------------------- | ------------- | --------------- | ------------- | --------------- | ------------ |
| 1982 | Claude Haldi                      | Porsche 935K3 | Rodrigo Terran  | Claude Haldi  | Ausfall         | Differential |
| 1983 | A.S. École Supérieure de Tourisme | Lancia LC1/82 | Thierry Perrier | Bernard Salam | nicht klassiert |              |